# Sommer-Universiade 2017/Teilnehmer (Mikronesien)
| Gelbes Symbol für Goldmedaillen mit stilisierten Olympischen Ringen | Graues Symbol für Silbermedaillen mit stilisierten Olympischen Ringen | Braundes Symbol für Bronzemedaillen mit stilisierten Olympischen Ringen |
| ------------------------------------------------------------------- | --------------------------------------------------------------------- | ----------------------------------------------------------------------- |
| —                                                                   | —                                                                     | —                                                                       |

Aus Mikronesien nahm ein Sprinter teil.

## Ergebnisse

### Leichtathletik

#### Männer

##### Laufdisziplinen
| Athlet             | Disziplin | Vorlauf    | Vorlauf | Halbfinale    | Halbfinale    | Finale        | Finale        |
| Athlet             | Disziplin | Zeit       | Platz   | Zeit          | Platz         | Zeit          | Platz         |
| ------------------ | --------- | ---------- | ------- | ------------- | ------------- | ------------- | ------------- |
| Steve Mendiola Jr. | 100 m     | 11,78 s SB | 80      | ausgeschieden | ausgeschieden | ausgeschieden | ausgeschieden |